# Lijst van golfbanen in China
Dit artikel geeft een overzicht van golfbanen in China.
Er waren eind 2011 ongeveer 450 golfbanen, terwijl er toen ongeveer 600.000 Chinezen golf speelden, nog geen 0,1% van de bevolking. In China blijft het land van de overheid, waardoor de investering om een golfbaan aan te leggen, minder hoog is. Wel zijn de regels strenger geworden om er vergunning voor te krijgen. Natuurgebieden worden hier beschermd.

## Lijst
Deze lijst is onvolledig.
| Golfclub                           | Plaats                   | Holes   | Info                                                             |         |
| Beijing                            | Beijing                  | Beijing | Beijing                                                          | Beijing |
| ---------------------------------- | ------------------------ | ------- | ---------------------------------------------------------------- | ------- |
| Beijing Golf Club                  |                          |         | opgericht 1985, open 1987, Amerikaans ontwerp                    |         |
| Beijing International Golf Club    | Hunan, Ping Chang County | 18      | oudste baan in Beijing                                           |         |
| Huatang International Golf Club    |                          | 18      | open sinds eind 1997, ontwerp van Graham Marsh                   |         |
| Guangdong                          |                          |         |                                                                  |         |
| Blue Bay Golf Club                 |                          | 18      | geopend januari 2012, ontwerp van Mark Mollinger                 |         |
| Chung Shan Hot Spring Golf Club    | Zhongshan City           | 36      |                                                                  |         |
| Dragon Lake Golf Club              |                          | 54      |                                                                  |         |
| Long Island Golf & Country Club    | Dongguan                 | 27      | [ 2 ]                                                            |         |
| Mission Hills Golf Club            | Shenzhen                 | 216     | grootste golfcomplex ter wereld                                  |         |
| Hongkong                           |                          |         |                                                                  |         |
| Hong Kong Golf Club                | Fanling                  | 54      | Hong Kong Open in 1959                                           |         |
| Hainan National Golf Club          | Tsim Sha Tsui            | 27      |                                                                  |         |
| Hainan Sanya International G.C.    | Tsim Sha Tsui            | 18      |                                                                  |         |
| Hubei                              |                          |         |                                                                  |         |
| Wu Han International Golf Club     | Han Hou                  | 18      |                                                                  |         |
| Jiangsu                            |                          |         |                                                                  |         |
| Nanjing Harvard Golf Club          | Nanjing                  | 27      | [ 3 ]                                                            |         |
| Shanghai West Golf Club            | Kunshan                  | 18      |                                                                  |         |
| Yunnan                             |                          |         |                                                                  |         |
| Spring City Golf And Lake Resort   | Kunming                  | 36      |                                                                  |         |
| Macau                              |                          |         |                                                                  |         |
| Kai Kou Golf Club                  | Xiamen, Macau            | 36      | ontwerp van Greg Norman                                          |         |
| Lions International Golf Resort    | Wan Chai                 | 18      |                                                                  |         |
| Lotus Hill Golf Resort             | Causeway Bay             | 18      |                                                                  |         |
| Macau Golf & Country Club          | Macau                    | 18      | [ 4 ]                                                            |         |
| Sand River Golf Club               | Wan Chai                 | 27      |                                                                  |         |
| Shenzhen Tycoon Golf Club          | Xi Xiang                 | 27      | bij vliegveld                                                    |         |
| Tianjin International Golf Club    | Tianjin                  | 18      |                                                                  |         |
| Zhaoqing Resort & Golf Club        | Macau                    | 18      |                                                                  |         |
| Shanghai                           |                          |         |                                                                  |         |
| Binhai Golf Club                   |                          | 36      | ontwerp van Peter Thomson                                        |         |
| Shanghai International Golf & C.C. | Shanghai, Qing Pu County | 18      |                                                                  |         |
| Lake Malaren Golf Club             | Shanghai                 | 36      |                                                                  |         |
| Shanghai Country Club              | Shanghai                 | 18      | 1990, ontwerp van Robert Trent Jones Jr, oudste baan in Shanghai |         |
| Shanghai Links Golf & Country Club | Shanghai                 | 18      | ontwerp van Jack Nicklaus                                        |         |
| Sheshan International Golf Club    | Shanghai                 | 18      | geopend in 2004, HSBC Champions Tournament in 2006               |         |
| Shanghai Sun Island                |                          | 36      | China Open in 1996                                               |         |
| Tianma Golf And Country Club       | Shanghai Dze Chiang      | 27      |                                                                  |         |
| Tomson Shanghai Pudong Golf Club   | Shanghai                 | 18      | BMW Asian Open 2004-2008                                         |         |
| Rest van China                     |                          |         |                                                                  |         |
| Eagle Golf Club                    | Lung-Tang                | 18      |                                                                  |         |